# Mundaun (jeu vidéo)
Ne doit pas être confondu avec Mundaun.
Mundaun est un jeu vidéo développé par le studio suisse Hidden Fields. Il est sorti sur Steam le 16 mars 2021, ainsi que sur Epic Games. Il est disponible sur Windows ainsi que différentes consoles.  
Le village de Mundaun existe réellement dans le canton des Grisons en Suisse, dans la région de Surselva. Le 1er janvier 2016, la commune de Mundaun fusionne avec Obersaxen, pour former la commune Obersaxen Mundaun. Le romanche est l'une des langues parlées dans la région, avec l'allemand.

## Synopsis

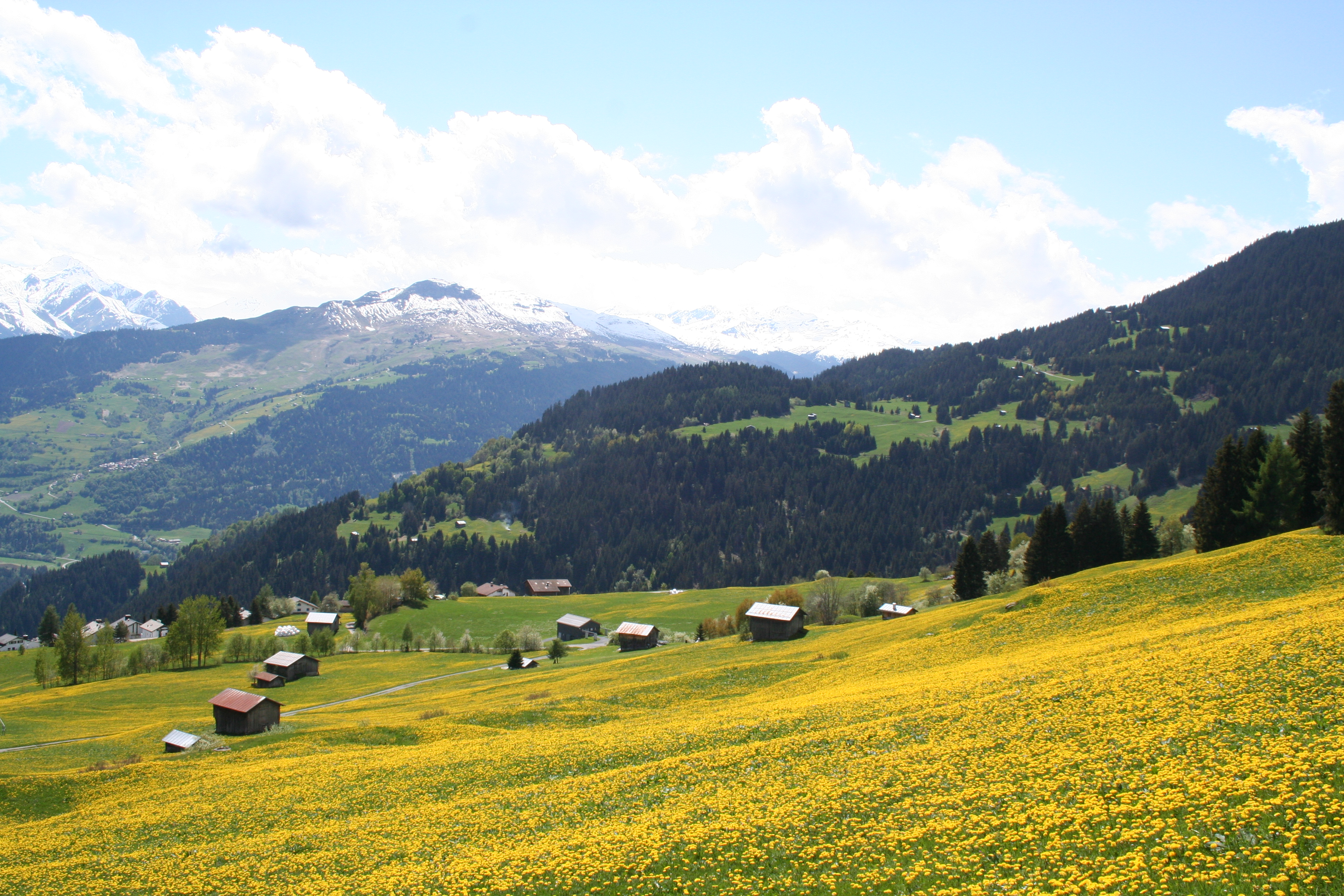
Photographie du village de Mundaun, prise en mai 2009.

Curdin retourne dans son village natal de Mundaun, dans les Grisons après la mort de son grand-père dans l'incendie de sa grange. Bien décidé à faire la lumière sur les circonstances du drames, Curdin ne va pas tarder à se retrouver confronté aux forces surnaturelles qui hantent la région. 

## Système de jeu
Le cœur du gameplay de Mundaun est l’exploration de la région qui permet de collecter divers indices et de résoudre les énigmes qui se présentent au joueur. Outre les objectifs principaux, le joueur peut résoudre des objectifs secondaires. Certains ennemis sont également croisés, le joueur n'ayant pas d'autre choix que de les affronter. 
Les indices collectés par le joueur rejoignent un carnet (que le personnage a toujours sur lui)  et qui renseigne également sur les objectifs à atteindre. Au fil de l'aventure, le carnet s’enrichit de dessins illustrant les protagonistes et les lieux de Mundaun. 
Au cours de l'aventure, le joueur est amené à effectuer différents choix qui influeront la fin du jeu. Il y a ainsi 5 fins différentes.  
A noter que les dialogues du jeu sont entièrement en romanche, la langue du canton des Grisons. 

## Développement
La particularité de Mundaun est d'avoir été dessiné entièrement à la main par Michel Ziegler, seul membre du studio Hidden Fields, les esquisses réalisées au crayon-papier ont ensuite été appliquées sur des modèles 3D pour les animer. La réalisation du jeu par une seule personne a nécessité 7 ans de travail.

## Accueil critique
Mundaun reçoit des critiques globalement positives. Les testeurs pointent en général l'excellente ambiance du jeu, notamment grâce au procédé associant dessin au crayon et animation 3D. L'ambiance oppressante du jeu est également citée comme un point fort, tout comme les musiques et l'ambiance sonore.
Parmi les points faibles, on relève l'absence de challenge posé par les ennemis rencontrés, trop faciles à battre.  Globalement, les énigmes de Mundaun sont également relativement simples à résoudre.